# August Stimpfl
August Stimpfl (* 2. März 1924 in Imst; † 21. Mai 2010 ebenda) war ein österreichischer akademischer Maler.

## Leben und Werk
August Stimpfl besuchte bis 1941 die Kunstgewerbeschule in Innsbruck. Von 1942 bis 1945 war er zum Kriegseinsatz in Russland, im Kaukasus und in Norwegen. Von 1948 bis 1951 studierte er bei Robin Christian Andersen und Herbert Boeckl an der Wiener Akademie der bildenden Künste.
1951 heiratete er Johanna Praxmarer, das Paar bekam zwei Töchter.
Von 1965 bis 1970 beschäftigte sich Stimpfl mit Arbeiten technoiden Charakters unter Anwendung einer computerbasierten Arbeitsweise. Danach beschäftigte er sich in der Bildgestaltung wieder mit dem menschlichen Körper und hier vor allem mit der Frau, seit den 1970er Jahren zeichnete er fast ausschließlich weibliche Akte. 1980 war er mit Reiner Schiestl zu einem Studienaufenthalt in New York.
Seine Malereien in Acryl wurden in zahlreichen mitteleuropäischen Städten ausgestellt, unter anderem in Wien, Basel, München, Stuttgart und Zürich. Zu seinen weiteren Techniken zählten kleinere Zeichnung sowie Radierungen und Monotypien. Ein Schwerpunkt in seinem Schaffen war Kunst am Bau, wobei er häufig mit dem ebenfalls aus Imst stammenden Architekten Norbert Heltschl zusammenarbeitete.
Stimpfl wird neben Max Weiler und Paul Flora zu den wichtigsten Tiroler Künstlern nach dem Zweiten Weltkrieg gezählt.

## Ausstellungen (Auswahl)
- Galerie im Taxispalais, Innsbruck, 1965
- Stadtturmgalerie, Innsbruck, 1974
- Art Basel, 1980
- Tiroler Landesmuseum Ferdinandeum, 1982
- Sonnentempel, Bayreuth, 1983
- Künstler aus Tirol, Bonn, Innsbruck, Linz, Lienz, Bozen, 1992/93
- Retrospektive über 25 Jahre, Tiroler Landesmuseum Ferdinandeum, Schloss Maretsch, Bozen, 1994

## Werke im öffentlichen Raum

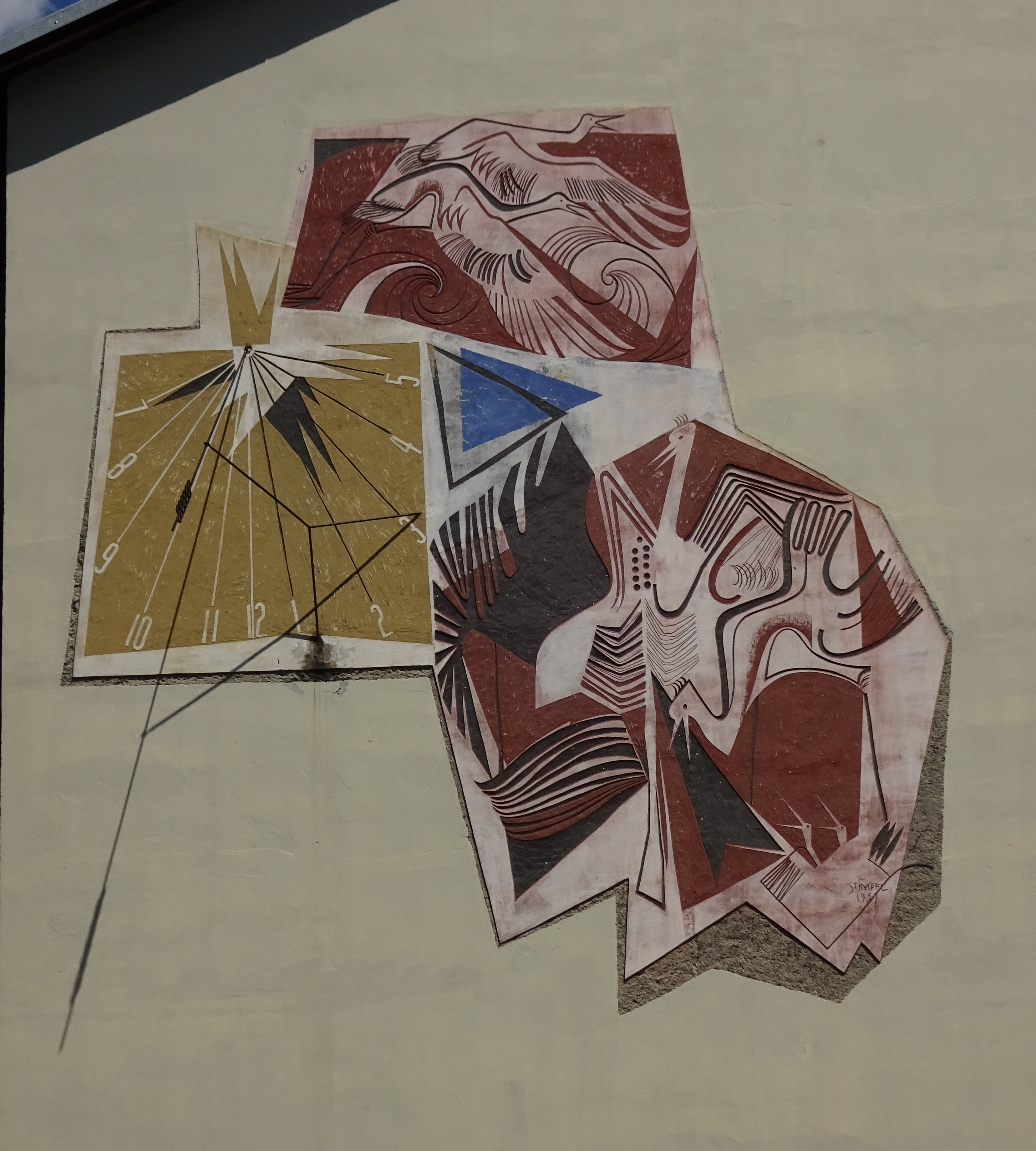
Sgraffito Kraniche und Sonnenuhr am Haus Mitterhoferstraße 11 in Innsbruck

- Wandmalerei, Volksschule Oberstadt, Imst, 1952[4]
- Wandmalerei Apokalyptische Reiter, Michaelskapelle, Friedhof Imst, 1956[5]
- Wandmalereien Schutzmantelmadonna und „Freiheit der Kinder“, Volksschule Pettneu am Arlberg, 1957[6]
- Sgraffito Sonnenuhr und Kraniche, Wohnhaus Mitterhoferstraße 11, Innsbruck, 1957[7]
- Wandbild: Hl. Franziskus mit den Tieren, Wohnhaus Am Grettert 22, Imst, 1958[8]
- Glasfenster, Kapelle der Sonnbergschule, Imst, 1959[9]
- Wandbild, Schulzentrum Inzing, 1962[10]
- Glasbetonwand, Ambo, Türflügel, Pfarrkirche hl. Josef der Arbeiter, Landeck-Bruggen, 1963[11]
- Glasgemälde, Kirche zu den hll. Engeln, Imst-Brennbichl, 1967[12]
- Fassadengestaltung, Sparkasse Reutte, 1975 (mit Norbert Strolz)[13]
- künstlerische Gestaltung, Totenkapelle Imsterberg, 1978[14]
- Wandkeramik und Tür, Kapelle des Bildungshauses St. Michael, Pfons, 1978[15]
- Fresko im Altarraum, Antoniuskapelle, Imst, um 1991[16]
- Wandmalerei Vögel, Fisch, Blume, Volksschule Elbigenalp[17]